# 페스불만 지방

페스불만 지방

페스불만 지방(아랍어: فاس بولمان, 프랑스어: Fès-Boulemane)은 모로코를 구성하던 16개 지방 가운데 하나로 모로코 북부에 위치했다. 행정 중심지는 페스이며 면적은 19,795km2, 인구는 1,573,055명(2004년 기준)이다. 1개 현(페스다르드비베그 현)과 3개 주(물라이야쿠브 주, 세프루 주, 불만 주)를 관할했다. 2015년에 실시된 행정 구역 개편에 따라 폐지되었다.